# Wachtang II.
Wachtang II. (georgisch ვახტანგ II; † 1292) war von 1289 bis 1292 König von Georgien. Er war der Sohn Davids VI. Narin.

## Leben
Nach dem Tode Dimitri II. hätte eigentlich sein ältester Sohn David die Nachfolge antreten sollen. Dieser war seinem Vater in die Horde des Il-Khans Arghun (1284–1291) gefolgt und hatte dessen gewaltsamen Tod miterlebt. Doch die Mongolen setzten ihn gefangen und schickten eine Gesandtschaft unter Leitung Qutlughschahs Mankaberdeli an den Hof König Davids VI. Narin von Westgeorgien (1259–1293). Um Westgeorgien (Abchasien-Imeretien) enger an sich zu binden, boten sie dem ältesten Sohn Davids die Königskrone Ostgeorgiens an. David Narin erklärte sich damit einverstanden und Wachtang wurde an den Hof Arghuns geschickt, wo er von diesem als König bestätigt und mit der Schwester des Il-Khans, Oldschai(tu)-Chatun verheiratet wurde. Da er am Hofe des Il-Khans festgehalten wurde, konnte er seine Herrschaft in Tiflis offiziell nicht antreten.
| Vorgänger   | Amt                          | Nachfolger  |
| ----------- | ---------------------------- | ----------- |
| Dimitri II. | König von Georgien 1289–1292 | David VIII. |

| Personendaten    | Personendaten      |
| ---------------- | ------------------ |
| NAME             | Wachtang II.       |
| KURZBESCHREIBUNG | König von Georgien |
| GEBURTSDATUM     | 13. Jahrhundert    |
| STERBEDATUM      | 1292               |